# Camada de valência

Diagrama da estrutura de bandas de um semicondutor.

Ilustração do efeito de Franz-Keldysh, devido a um campo elétrico, tanto a banda de condução e de valência se inclinado, permitindo que ambos os elétrons e buracos de túnel na região proibida, reduzindo a eficiência do intervalo da banda do semicondutor.

Camada de valência é a última camada a receber elétron no átomo ou o nível de maior número quântico principal e secundário na distribuição eletrônica. Normalmente os elétrons pertencentes à camada de valência são os que participam de alguma ligação química, pois são os mais externos. A contagem e distribuição dos elétrons é
feita sempre de dentro (perto do núcleo) para fora.
Por Exemplo : {\displaystyle 1s^{2}~2s^{2}~2p^{6}} - têm 8 elétrons na camada de valência ({\displaystyle 2s^{2},~2p^{6}}). A camada de valência é a última camada de distribuição eletrônica, contendo o subnível mais energético. O Diagrama de Pauling estabelece que os átomos podem possuir sete camadas de distribuição atômica. Estas camadas são denominadas {\displaystyle K,~L,~M,~N,~O,~P~e~Q}.

Notação de Lewis do Carbono, ilustrando a camada de valência.

Cada uma destas camadas possuem um número máximo de elétrons. Assim, as camadas acima possuem, respectivamente {\displaystyle 2,~8,~18,~32,~32,~18~e~8} elétrons. A camada de valência necessita, na maior parte dos átomos, de {\displaystyle 8} elétrons para que seja estável. Essa é a teoria do octeto.
Quando não há estabilidade, os átomos tendem a fazer ligações químicas com elementos que possam proporcionar os elétrons faltantes.
Os gases nobres possuem {\displaystyle 8} elétrons em sua camada de valência, a única exceção é Hélio, que possui {\displaystyle 2} elétrons. Todos são estáveis, não necessitando realizar ligações químicas para adquirir estabilidade.
Como exemplo das ligações ocorridas em razão dos elétrons presentes na camada de valência, estão o Oxigênio, que possui {\displaystyle 6} elétrons na última camada e o Hidrogênio, que possui {\displaystyle 1} elétron na ultima camada. O Oxigênio necessita de dois elétrons para ficar estável e o Hidrogênio, de um elétron. Desta forma, ocorre uma ligação em que dois átomos de Hidrogênio compartilham cada um, 1 elétron com o Oxigênio. Assim, o Oxigênio adquire a estabilidade através dos dois elétrons compartilhados, assim como o Hidrogênio, que adquire mais um elétrons na camada de valência. Essa é a ligação que ocorre formando moléculas de água.
Outro exemplo conhecido é o cloreto de sódio ou sal de cozinha. O Cloro possui {\displaystyle 7} elétrons na camada de valência. O Sódio, por sua vez, possui um elétron na camada de valência. Assim, o Sódio se torna um cátion, pois perde um elétron, e o Cloro se torna um ânion, pois ganha um elétron.
A representação da tabela periódica permite que, através de uma breve análise, se conclua a respeito da quantidade de elétrons da última camada. Assim, os grupos {\displaystyle 1,~2,~13,~14,~15,~16~e~17} possuem, respectivamente, {\displaystyle 1,~2,~3,~4,~5,~6~e~7} elétrons na última camada. Além disso, para o restante dos elementos presentes na tabela periódica, é possível identificar o número de elétrons da camada de valência através da representação da distribuição eletrônica. Assim, tem-se a respeito do elemento Ferro:

## Exemplos
Ferro {\displaystyle (Fe)} tem número atômico igual a {\displaystyle 26}
Distribuição eletrônica: {\displaystyle 1s^{2}~2s^{2}~2p^{6}~3s^{2}~3p^{6}~4s^{2}~3d^{6}}
Camada de valência: no último nível que é {\displaystyle 4~ou~N} com {\displaystyle 2} elétrons
Assim, o elemento Ferro {\displaystyle (4s^{2})} possui {\displaystyle 2} elétrons em sua camada de valência.
Assim como o elemento:
Prata {\displaystyle (Ag)}: número atômico igual a {\displaystyle 47}
Distribuição eletrônica: {\displaystyle 1s^{2}~2s^{2}~2p^{6}~3s^{2}~3p^{6}~4s^{2}~3d^{10}~4p^{6}~5s^{2}~4d^{9}}
Camada de valência: no último nível que é {\displaystyle 5~ou~O} com {\displaystyle 2} elétrons
Assim, o elemento Prata {\displaystyle (5s^{2})} possui {\displaystyle 2} elétron em sua camada de valência.
Desta forma, é possível ligações iônicas ou covalentes, em diversos elementos e sua provável transformação em cátions e ânions.
Em resumo, a camada de valência sempre será a última camada da distribuição eletrônica.